# Kozłówka (rejon żmeryński)
Kozłówka (ukr. Козлівка) – wieś na Ukrainie w rejonie żmeryńskim obwodu winnickiego.
W 1898 w Kozłówce urodził się Czesław Kanafojski (zm. 1981) – polski inżynier, specjalista w dziedzinie mechanizacji rolnictwa, twórca teorii ruchu pojazdów po nieutwardzonym podłożu.